# Tuğba Güvenç
Tuğba Güvenç (née le 9 juillet 1994) est une athlète turque, spécialiste du 3 000 m steeple.

## Carrière
Elle remporte le 3 000 m steeple lors des Championnats d'Europe espoirs 2015. Elle porte son record personnel à 9 min 26 s 09, à Bakou (Olympic Stadium) le 17 mai 2017.
Elle termine ensuite 3e lors des Championnats d'Europe par équipes 2017.

## Palmarès
| Date | Compétition                       | Lieu     | Résultat | Epreuve     | Temps          |
| ---- | --------------------------------- | -------- | -------- | ----------- | -------------- |
| 2015 | Championnats d'Europe espoirs     | Tallinn  | 1re      | 3 000 m st. | 9 min 36 s 14  |
| 2017 | Championnats des Balkans en salle | Belgrade | 1re      | 3 000 m     | 9 min 11 s 06  |
| 2017 | Jeux de la solidarité islamique   | Bakou    | 4e       | 3 000 m     | 9 min 26 s 07  |
| 2017 | Universiade                       | Taipei   | 1re      | 3 000 m st. | 9 min 51 s 27  |
| 2019 | Universiade                       | Naples   | 8e       | 3 000 m st. | 10 min 08 s 19 |
| 2022 | Championnats d'Europe             | Munich   | 5e       | 3 000 m st. | 9 min 25 s 58  |

## Records
| Épreuve         | Épreuve   | Temps         | Lieu   | Date         |
| --------------- | --------- | ------------- | ------ | ------------ |
| 3 000 m steeple | Plein air | 9 min 25 s 58 | Munich | 20 août 2022 |